# Et gehaaim van de Licorne
Et gehaaim van de Licorne is een bijzonder stripverhaal uit 2005, dat past binnen de stripreeks De avonturen van Kuifje. Het album vertelt het verhaal van Het geheim van de Eenhoorn in het Brussels dialect. Naar aanleiding van deze uitgave werd De avonturen van Kuifje omgevormd tot D'avonteure van Tintin.

## Situering van het album
Et gehaaim van de Licorne is, na De bijous van de Castafiore, het tweede Kuifje-album dat werd uitgegeven in een Nederlandstalig dialect en daarom ook het tweede Kuifje-album in het Brussels dialect.

## Bijzondere gegevens
Et gehaaim van de Licorne kreeg een dezelfde afbeelding op de kaft als de reguliere Het geheim van de Eenhoorn. Men bracht ook een rood-witte stikker aan op de kaft met het opschrift In ’t Brussels. Het album werd uitgegeven in hardcover.